# Новосельцев Іван Хрисанфович
Новосельцев Іван Хрисанфович (7 березня 1906, село Андроново, Смоленська губернія, Російська імперія — 18 жовтня 1942, село Пристань-Пржевальськ, Киргизька РСР) — радянський російський актор кіно.
Зіграв понад 20 ролей у кіно, в тому числі — в українських фільмах: «Велике життя» (1940, Хадаров), «П'ятий океан» (1940, Кирилов), «Олександр Пархоменко» (1942, Биков).

## Фільмографія
- 1933 — «Рвані черевики» — батько Вальтера
- 1935 — «Золоте озеро» — Андрій Степанов